# Бектер
Бектер (монг. Бэгтэр) — единокровный брат Чингисхана.

## Биография
Бектер был старшим сыном Есугея и его второй жены Сочихэл. Когда Есугей умер и его семья оказалась брошенной остальными родственниками, то его жёнам — Оэлун и Сочихэл  — пришлось взять на себя вопросы выживания. Несмотря на все усилия вдов, между их старшими детьми началась вражда, в результате которой сын Оэлун — Темуджин (будущий Чингисхан) — решил убить Бектера. Улучив подходящий момент, когда Бектер сидел на взгорке и наблюдал за пасущимися лошадьми, Темуджин и его младший брат Хасар заползли с двух сторон и нацелили в него стрелы. Бектер попытался успокоить единокровных братьев, однако, увидев их решимость, обратился к ним с последней просьбой — пощадить его брата Бельгутея, после чего покорно сел на корточки и был убит.
Доподлинно неизвестно, что толкнуло Темуджина на такой поступок. Как объяснял сам Темуджин, Бектера он убил якобы за то, что тот отнимал у братьев добычу. Современные исследователи, однако, находят иное объяснение поведению Темуджина: так, согласно Дж. Уэзерфорду, Бектер, несмотря на своё более низкое по сравнению с Темуджином положение, после смерти отца имел право на главенство над семьёй, и Темуджин, осознавая это, решил устранить потенциального соперника. Л. Н. Гумилёв, в свою очередь, полагал, что Бектер мог быть доносчиком давнего недруга семьи Есугея — тайджиутского вождя Таргутая, в качестве доказательства приводя тот факт, что впоследствии тайджиуты легко нашли стойбище есугидов. Так или иначе, убийство Бектера послужило предлогом для преследования Темуджина тайджиутами. Был послан отряд воинов, который захватил Темуджина и привёз его в главный курень тайджиутов, где мальчик был закован в деревянную колодку и заставлен выполнять тяжёлую работу.